# DeSmuME
DeSmuME(구 YopYop DS)는 리눅스, 맥 OS X 그리고 마이크로소프트 윈도우에서 작동하는 오픈 소스 닌텐도 DS 에뮬레이터이다. 이름은 에뮬레이터(Emulator)를 줄인 emu와 DS, ME에서 파생되었다.

## 역사

### 기존의 DeSmuME
기존의 에뮬레이터 그 자체는 프랑스 (또한 영어와 다른 언어로 유저 번역)에서 만들어졌다. 많은 홈브류 닌텐도 DS 롬 데모들 뿐만 아니라 어느정도의 무선 멀티 부팅 데모 롬들도 지원했다.
YopYop156은 프랑스에서 에뮬레이션에 관한 법을 개정하므로 인해 DeSmuME 0.3.3 버전에서 개발을 중단하였다. 그러나, 그 소스 코드는 배포되고 있다.

### DeSmuME 팀
몇몇의 개발자들은 처음에는 YopYop 원래 코드를 기반으로 한 DeSmuME를 비공식적으로 만들고 배포했었다. 이러한 다양한 개발자들은 나중에 작업과 그들의 일을 통합했다. 그래서 첫 번째 배포인 버전 0.5.0이 만들어졌다.

## 기능
DeSmuME는 스테이트 저장을 지원한다. 스크린의 크기를 증가할 수 있고 필터를 지원해 화질을 개선할 수 있다. DeSmuME는 또한 마이크로소프트 윈도우와 리눅스 포트를 사용해 마이크로폰을 지원하기도 한다. 그것뿐만이 아니라 직접 영상과 소리를 녹음할 수 있다. 이 에뮬레이터는 또한 내장된 영화 녹화기의 기능도 가지고 있다.